# Táo bón ở trẻ em
Táo bón ở trẻ em đề cập đến tình trạng y tế của táo bón ở trẻ em. Đó là một rối loạn chức năng đường tiêu hóa.

## Đặc trưng
Trẻ em có mô hình nhu động ruột khác với người lớn. Ngoài ra, có một phổ khá rộng khi xem xét thói quen đi tiêu của trẻ em. Trung bình, trẻ sơ sinh có 3-4 lần đi ngoài / ngày, và trẻ mới biết đi có 2-3 lần đi ngoài mỗi ngày. Vào khoảng 4 tuổi, trẻ em phát triển một mô hình giống như đi tiêu của người lớn (1-2 lần / ngày). Trẻ em được hưởng lợi từ việc đi vệ sinh theo lịch trình, một lần vào sáng sớm và 30 phút sau bữa ăn. Tiêu chí Rome III về táo bón ở trẻ em giúp xác định táo bón cho các nhóm tuổi khác nhau.

## Nguyên nhân
Mặc dù rất khó để đánh giá độ tuổi chính xác mà táo bón thường phát sinh nhất, trẻ em thường xuyên bị táo bón kết hợp với thay đổi cuộc sống. Ví dụ bao gồm: huấn luyện trẻ đi vệ sinh, bắt đầu hoặc chuyển đến trường mới và thay đổi chế độ ăn uống. Đặc biệt ở trẻ sơ sinh, những thay đổi trong sữa công thức hoặc chuyển từ sữa mẹ sang sữa công thức có thể gây táo bón. May mắn thay, phần lớn các trường hợp táo bón không liên quan đến bệnh nội khoa, và điều trị có thể được tập trung vào chỉ đơn giản là làm giảm các triệu chứng.

### Nguyên nhân bẩm sinh
Một số bất thường bẩm sinh có thể dẫn đến táo bón. Chúng là một nhóm không phổ biến với bệnh Hirschsprung (HD) là phổ biến nhất. HD phổ biến ở nam hơn nữ, ảnh hưởng đến 1 trên 5000 em bé. Ở những người bị HD, các loại tế bào cụ thể được gọi là 'tế bào mào thần kinh' không thể di chuyển đến các phần của ruột kết. Điều này làm cho phần bị ảnh hưởng của đại tràng không thể co bóp và thư giãn để giúp đẩy ra nhu động ruột. Phần bị ảnh hưởng của đại tràng vẫn bị co lại, làm cho phân khó đi qua. Nên quan tâm đến HD ở trẻ chưa đi ngoài trong 48 giờ đầu đời. Các dạng HD nhẹ hơn, trong đó chỉ một phần nhỏ của đại tràng bị ảnh hưởng, có thể xuất hiện sau này ở thời thơ ấu như táo bón, đau bụng và đầy hơi.  Rối loạn tương tự như HD bao gồm hậu môn achalasia và hypoganglionosis. Trong hypoganglionosis, có một số lượng thấp các tế bào mào thần kinh, do đó đại tràng vẫn còn co lại. Trong đau hậu môn, cơ thắt hậu môn bên trong vẫn bị co lại, làm cho phân khó đi qua. Tuy nhiên, có một số lượng bình thường của các tế bào mào thần kinh có tồn tại.
Ngoài ra còn có các dị thường cấu trúc bẩm sinh có thể dẫn đến táo bón, bao gồm di lệch hậu môn, hậu môn không hoàn hảo, hẹp và hội chứng đại tràng trái nhỏ. Chuyển vị trước của hậu môn có thể được chẩn đoán khi khám thực thể. Bệnh này gây táo bón vì vị trí hậu môn không phù hợp gây khó khăn cho việc đại tiện. Hậu môn không hoàn hảo là một hậu môn kết thúc trong một túi mù và không kết nối với phần còn lại của ruột người. Hội chứng đại tràng trái nhỏ là một bệnh hiếm gặp, trong đó bên trái của đại tràng trẻ sơ sinh có đường kính nhỏ, khiến phân khó đi qua. Một yếu tố nguy cơ của hội chứng đại tràng trái nhỏ là có người mẹ bị tiểu đường.